# Hadena drenowskii
Hadena drenowskii là một loài bướm đêm thuộc họ Noctuidae. Nó được tìm thấy ở Balkan, Ukraina, Thổ Nhĩ Kỳ, Armenia, Israel, vùng Kavkaz, Iran và Turkmenistan.
Con trưởng thành bay từ tháng 6 đến tháng 8. Có một lứa một năm.
Ấu trùng có thể ăn các loài capsules của Caryophyllaceae.

## Phụ loài
- Hadena drenowskii drenowskii
- Hadena drenowskii sultana
- Hadena drenowskii kendevani (bắc Iran)
- Hadena drenowskii khorassana (Iran)
- Hadena drenowskii lapidea